# Sojuz TMA-12
Sojuz TMA-12 je označením letu ruské kosmické lodi řady Sojuz k Mezinárodní vesmírné stanici (ISS).

## Posádka

### Členové posádky ISS Expedice 17
- Sergej Alexandrovič Volkov, velitel, Roskosmos
- Oleg Dmitrijevič Kononěnko, palubní inženýr, Roskosmos

### První jihokorejský občan ve vesmíru
- I So-jon - pouze start (přistála na palubě Sojuz TMA-11)

### Vesmírný turista
- Richard Garriott, vesmírný turista[1] - pouze přistání (start na palubě Sojuz TMA-13)

### Záložní posádka
- Maxim Surajev, Roskosmos
- Oleg Skripočka, Roskosmos
- Ko San

## Popis mise
Nosná raketa Sojuz-FG úspěšně odstartovala 8. dubna 2008 z kosmodromu Bajkonur v Kazachstánu s kosmickou lodí Sojuz TMA-12. Cílem byla Mezinárodní vesmírná stanice ISS, ke které se loď připojila 10. dubna 2008. Dlouhodobou posádku - Expedici 17 doplnil americký astronaut Garrett Erin Reisman, který byl na Mezinárodní kosmickou stanici ISS dopraven raketoplánem Endeavour při misi STS-123. Jihokorejská kosmonautka I So-jon se na Zemi vrátila na palubě kosmické lodi Sojuz TMA-11 19. dubna 2008.